# Yi Li Keng
Yi Li Keng (of Yi-Li Keng) (Chinees: 耿以礼, Gěng Yi-Li) (1898 - 1975) was een Chinees botanicus, gespecialiseerd in de tribus Triticeae. Hij verkreeg in 1933 zijn doctoraat op de George Washington-universiteit in Washington D.C. met zijn proefschrift The Grasses of China (Las ramíneas de China). Hij was hoogleraar in de plantkunde aan de Universiteit van Nanking en was auteur van belangrijke werken op het gebied van flora, alleen geschreven of samen met zijn zoon en ook een botanicus, Pai Chieh Keng.
Uit eerbetoon is het geslacht Kengyilia naar hem vernoemd. Zijn collecties worden bewaard in het herbarium van de hortus botanicus van Nanking.
- Author citation (botany): Keng
- International Standard Name Identifier: 0000 0003 9270 6301
- Library of Congress Control Number: no2007098349
- Nederlandse Thesaurus van Auteursnamen: 229484530
- Réseau des bibliothèques de Suisse occidentale: 02-A013874552
- Virtual International Authority File: 286829598
- WorldCat: E39PBJckPwWf6CJGCycGyFPRKd